# Vyacheslav Khrynin
Vyacheslav Aleksandrovich Khrynin (cirílico: Вячеслав Александрович Хрынин) (Moscovo, 10 de agosto de 1937 – 30 de outubro de 2021) foi um basquetebolista russo. Atuou na Seleção Soviética, com a qual conquistou a prata nos Jogos Olímpicos de 1964, o bronze no Campeonato Mundial de 1963, e os ouros nas EuroBaskets de 1963 e de 1965.
Jogou pelo Dínamo Moscovo que venceu a temporada de 1962-63 do campeonato nacional.

## Morte
A morte de Khrynin foi divulgada em 31 de outubro de 2021.